# De laatste vreugde

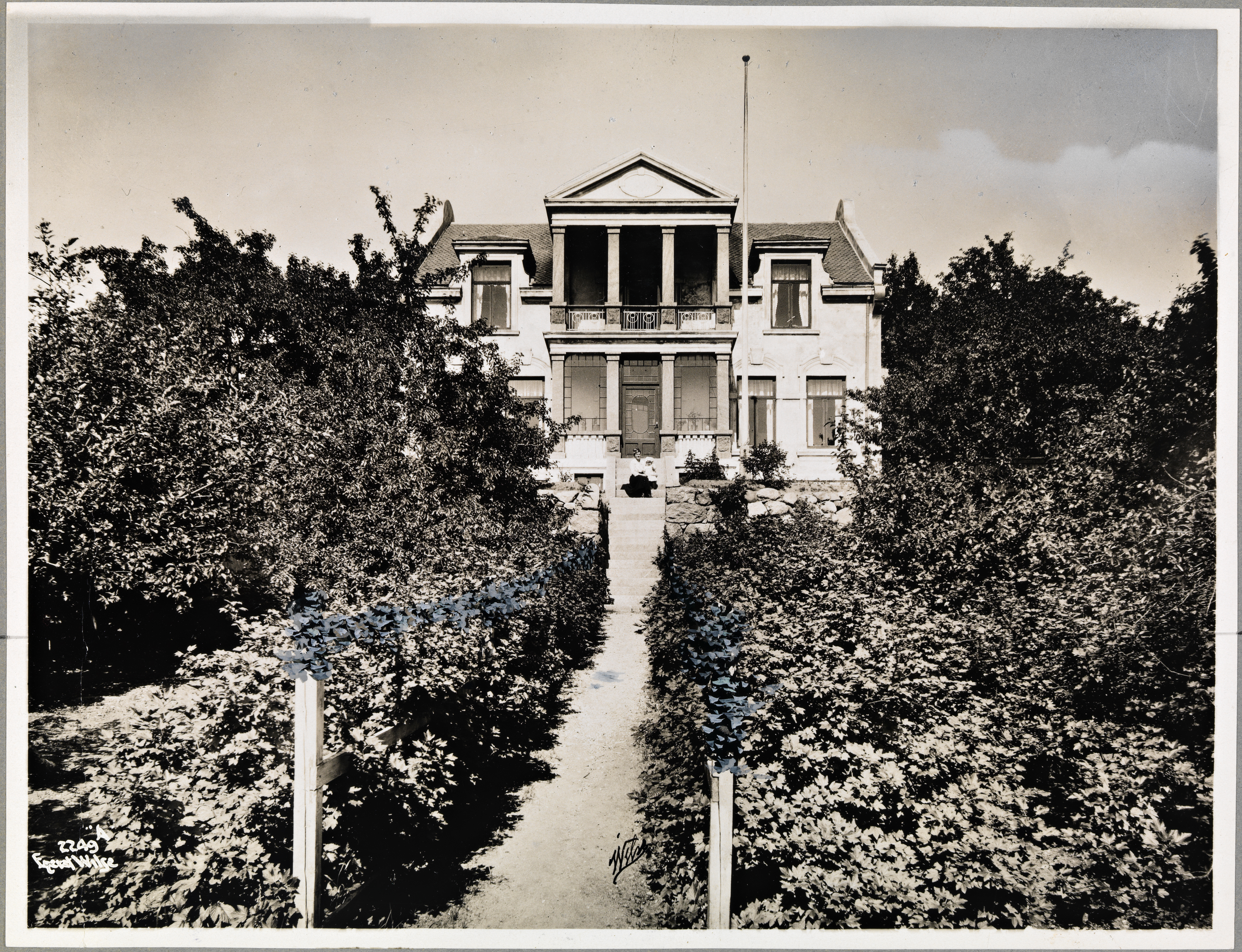
Hamsuns Villa Havgløtt, beschreven in de roman

De laatste vreugde (Noors: Den siste Glæde) is een roman van de Noorse schrijver en Nobelprijswinnaar Knut Hamsun, verschenen in 1912. 

## Plaats in oeuvre
De laatste vreugde is het derde boek van de zogenoemde Zwerverstrilogie. De eerste twee delen zijn Onder de herfstster (1906) en Con Sordino (1909). Deze trilogie heeft dezelfde ik-figuur die eerder al in Honger (1890) voorkwam: een schrijver-kunstenaar van inmiddels middelbare leeftijd, die de eenzaamheid van de bossen heeft opgezocht en nu als dagloner in zijn levensonderhoud voorziet. Hij slaapt op hooizolders, trekt als los arbeider van boerderij naar boerderij en lijkt uiteindelijk de rust te vinden die hij zozeer zoekt. Innerlijk blijft hij echter een gespleten mens. Wie hij werkelijk is weet niemand.

## Typering en intrige
In De laatste vreugde vormen de liefdesperikelen van onderwijzeres Ingeborg Thorsen de eigenlijke intrige. Aan haar type van quasi-geëmancipeerde jonge vrouw wordt de tijds- en maatschappijkritiek van de zwerver gedemonstreerd, terwijl zij hem (net als in de eerdere zwerverromans) tegelijkertijd confronteert met de realiteit van het ouder worden. Na zijn berustende reactie op de zelfmoord van Louise Falkenberg in Con Sordino herwint hij door zijn ontmoeting met Ingeborg Thorsen en haar geliefden zijn oude vechtlust. Hij hekelt de verdorven mentaliteit van de jongeren en van de 'nieuwe tijd' in het algemeen, maar ziet tegelijk ook hoopvolle tekenen. De moraal ligt er echter erg dik op. Mede daardoor wordt De laatste vreugde door critici veelal als het zwakste boek uit de Zwerverstrilogie beschouwd.